# Bernardo da Corleone
Bernardo da Corleone (6. února 1605 Corleone – 12. ledna 1667 Palermo) byl italský kapucín. Římskokatolická církev ho uctívá jako svatého.

## Život
Bernardo se jako Filippo Latino učil v Carleone u svého otce na ševce. V mládí vyhledával souboje, ale když v roce 1624 zranil svého přítele obrátil se k náboženské víře. Dne 13. prosince téhož roku vstoupil jako novic pod jménem Bernardo do řádu kapucínů..
Během svého řeholního života putoval od jednoho kapucínského kláštera k druhému (Bisacquino, Bivona, Castelvetrano, Burgio, Partinico, Agrigent, Chiusa, Caltabellotta, Polizzi, Salemi a Monreale). Posledních patnáct let svého života strávil v Palermu. Intenzívně se podílel na klášterním životě a hlavně pečoval o nemocné. Církev mu přisuzuje několik zázračných uzdravení.
Blahoslaven byl 5. května 1768. Dne 10. června 2001 jej papež Jan Pavel II. prohlásil za svatého. Jeho svátek je slaven 12. ledna.